# Église Saint-Urbain de Mennetou-sur-Cher
Pour les articles homonymes, voir Église Saint-Urbain.
L'église Saint-Urbain est une église de culte catholique située dans la commune française de Mennetou-sur-Cher et le département de Loir-et-Cher, en France.

## Histoire
Datant du XIe siècle et du XIIIe siècle, il s'agit d'un monument inscrit monument historique depuis 2013.
Entre 1987 et 1995, l'église Saint-Urbain fut restauré par des bénévoles de l'association Chantiers Histoire et Architecture Médiévales.

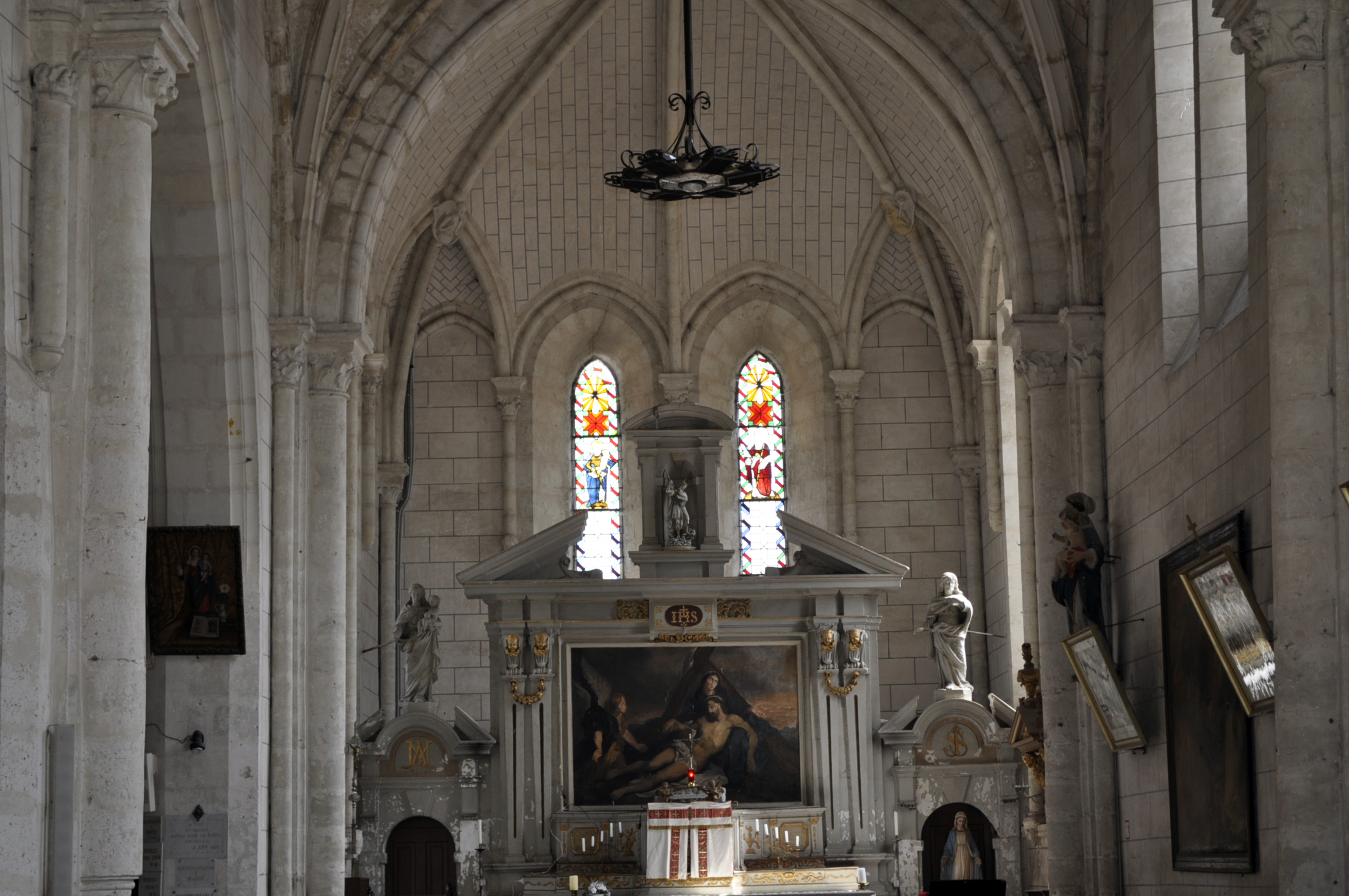
Chœur de l'église Saint-Urbain.

Elle est propriété de la commune.